# Hans Leo Hassler

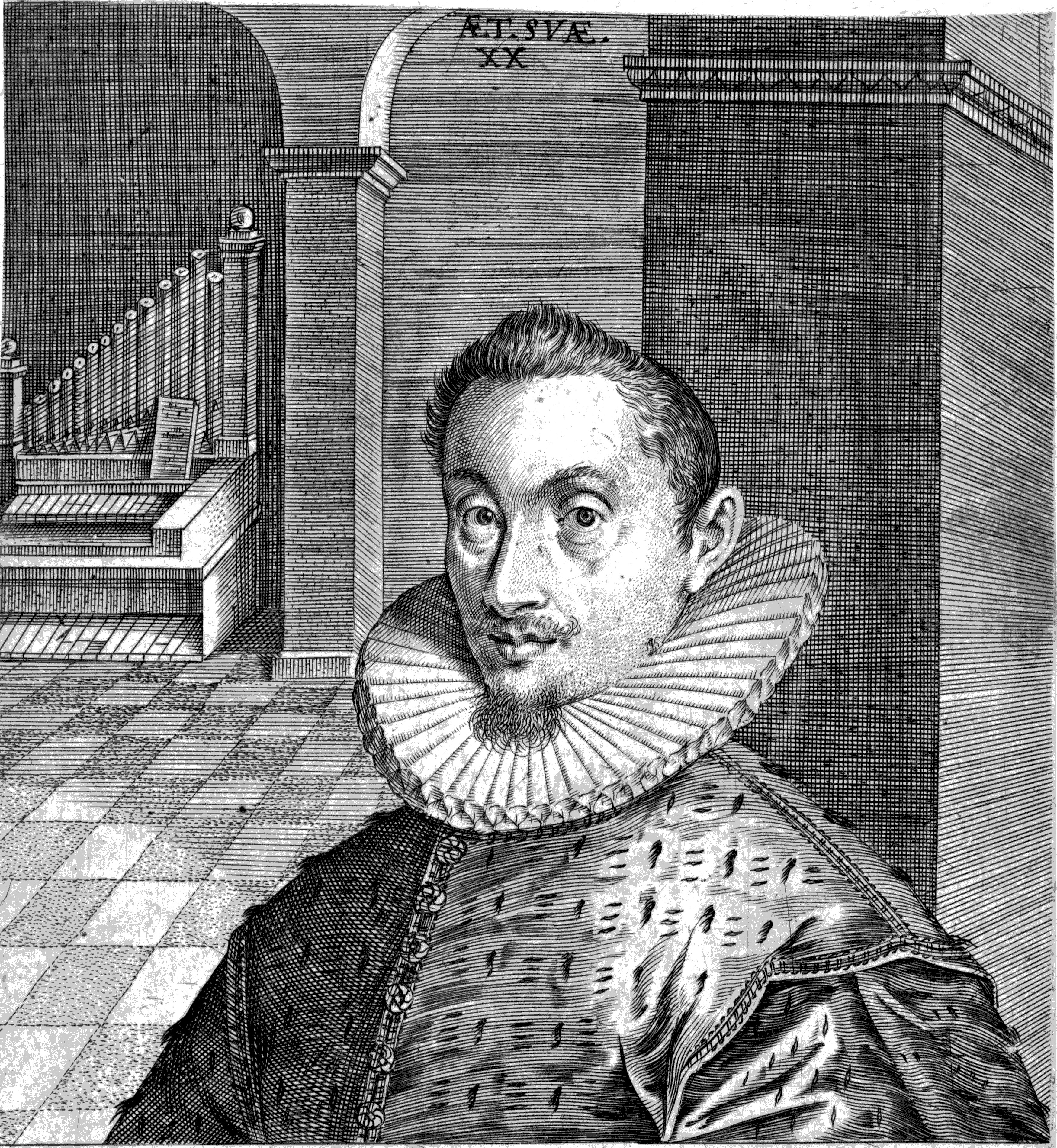
Hans Leo Hassler.

Hans Leo Hassler (Núremberg, bautizado el 26 de octubre de 1564 - Fráncfort del Meno, 8 de junio de 1612) fue un compositor y organista alemán.

## Vida
Nacido en una familia de organistas, toma sus primeros contactos decisivos con la música en Núremberg, con Friedrich Lindner y Leonard Lechner.
En 1584 hizo un viaje a Venecia para profundizar sus conocimientos con Andrea Gabrieli, trabando gran amistad con su sobrino Giovanni Gabrieli. Tras la muerte de Andrea Gabrieli, a finales de 1585, se dirigió a Augsburgo como organista de cámara de Octavian II Fugger, a quien están dedicadas las Cantiones sacrae de 1591 y las misas de 1599.
Sus años en Augsburgo fueron muy prolíficos, y su reputación como organista y compositor creció notablemente: no tardó en ser nombrado maestro de capilla, Kappelmeister (1600), aunque su influencia era limitada por ser él protestante y la ciudad mayoritariamente católica.
Hassler no solo era conocido como compositor, sino que su habilidad como organista hacía que su consejo fuera buscado por muchos organeros, que le llamaban para probar instrumentos de nueva construcción. También era conocida su pericia como diseñador de órganos, y echando mano de su experiencia como organista, decidió internarse en el mundo de los instrumentos mecánicos, resultando de ello el diseño de un órgano automático.
En 1601, regresó a Núremberg para ocupar el mismo puesto de Kappelmeister y dedicó a sus nuevos protectores los Sacri concentus de 1601. Desde el 1 de enero de 1602, estaba en contacto con el emperador Rodolfo II al que, en varias ocasiones, solicitó privilegios para los órganos automáticos que había inventado, y que le nombraría 'Kaiserlicher Hofdiener von Haus aus' (sirviente imperial de primera clase).
De 1604 a 1608 residió en Ulm, donde se ocupaba de minas y del comercio de plata. Probablemente el ennoblecimiento de los hermanos Hassler tuvo que ver con estas actividades extramusicales. Asimismo, en 1604 contrajo matrimonio con Cordula Claus.
Después de 1608 fue organista de cámara del príncipe elector Christian II de Sajonia en Dresde, al que dedicó sus Cánticos espirituales, escritos al estilo de una fuga. Por aquel entonces, ya había contraído la tuberculosis que acabaría con su vida el 8 de junio de 1612.

## Estilo
Como más tarde Johann Hermann Schein, Hassler era un ardiente partidario de la asimilación del arte italiano a la moda, al que le unía menos la expresividad del madrigal que la dulzura de la canzonetta y del ballet con canto. El estilo de sus lieder, sencillo y lírico, se introdujo en los cantos religiosos (como en su adaptación espiritual de Mein Gmüt is mir verwirret) pero lo igualó en contadas ocasiones. En el campo religioso, Hassler comenzó en la línea de Orlando di Lasso, pero su pieza más popular -el responso de Navidad a 6 voces, Verbum caro factum est, en gran parte en textura homofónica, impreso en 1591, que será utilizado por Hassler en su célebre misa de 1601-, prueba ya, por el carácter de sus motivos, sus partes de coro y los estribillos, que se habían introducido las estructuras profanas en el campo del motete.

## Obras
Las más destacadas son:
- Canzonette,a 4 voces(1590)
- Cantiones sacrae (1591)
- Neue teutsche Gesang nach Art des welschen Madrigalien und Canzonetten,a 5-8 voces (1596)
- Missae,a 5-8 voces (1599)
- Sacri concentus,a 4-12 voces (1601)
- Psalmen und christliche Gesäng,mit 4 Stimmen auf die Melodeien fugweis komponiert (1607)
- Kirchesänge,Psalmen und geistliche Lieder,auf die gemeinen Melodien mit 4 Stimmen simpliciter gesetzet (1608)
- Litanie teutsch,a 7 voces (publicado en 1619).
- Trois entrées,  escuchar  de:Dances of the Renaissance, Harmonia Mundi: HMA195610, por el Clemencic Consort, dirigido por René Clemencic.
- Cantate Domino escuchar